# Canteen Kopje
 (août 2015).

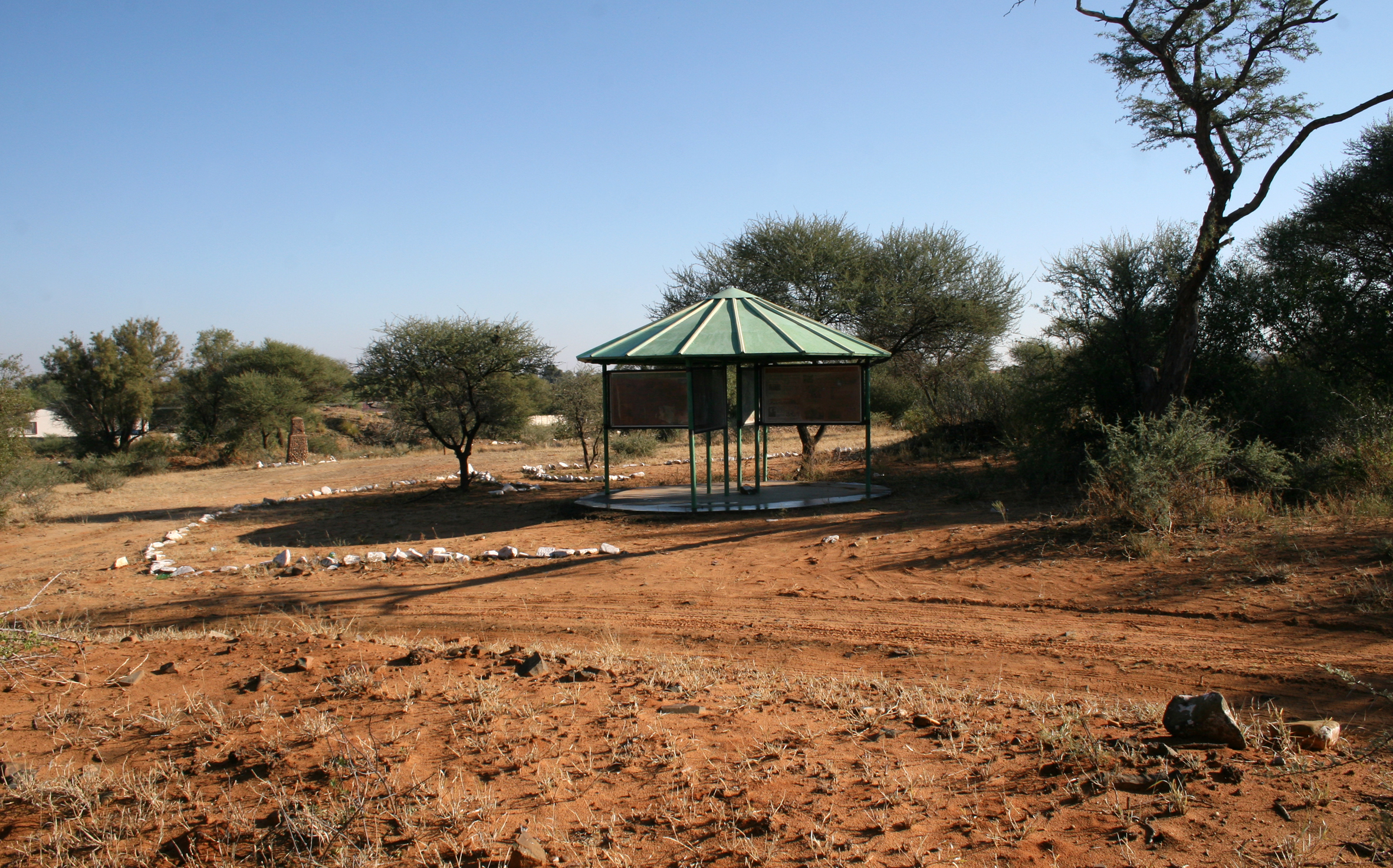
site archéologique de Canteen Kopje

Canteen Kopje est un site archéologique de plein air et situé à Barkly West (en) dans la province du Northern Cape en Afrique du Sud. Il a livré des industries lithiques datant du Paléolithique ancien et du Middle Stone Age ainsi que des indices d'occupation du Later Stone Age. Il est classé au titre du Patrimoine provincial. Un circuit de visite et des panneaux d’information ont été aménagés sur place. Des informations complémentaires ainsi que des exemples de vestiges lithiques issus du site et une réplique du crâne de Canteen Kopje sont présentés au Musée de Barkly West et au McGregor Museum de Kimberley.

## Mines de diamant dans les formations alluviales
Le site correspond à l’une des premières exploitations minières de diamants dans des formations alluviales (par opposition aux prospections de surface) et a contribué à la ruée vers le diamant qu’a connu la région en 1870. L’exploitation s’est poursuivie jusqu’au début des années 1940.

## Découverte de l’importance archéologique du site
La présence de vestiges du Paléolithique ancien dans le secteur fut notée par le Colonel James Henry Bowker et Mary Elizabeth Barber lors des toutes premières exploitations minières de diamants. D’éminents préhistoriens tels que Clarence Van Riet Lowe, Henri Breuil et J. Desmond Clark ont visité et décrit le site,,,,,,,,,. Breuil vint en 1929 puis de nouveau dans les années 1940. Il aurait noté que « non seulement il y a assez de vestiges [ici] pour remplir un musée, mais même pour le construire avec ces vestiges ».

## Classement et nouvelles menaces
Tant du fait de l'histoire minière du site que de la découverte de vestiges acheuléens, une portion de 10 morgen (soit 8,56 hectares) de Canteen Kopje a été classée au titre des Monuments nationaux en 1948 puis en tant que site du Patrimoine provincial en 2000.
L’exploitation minière a repris à proximité dans les années 1990 et Canteen Kopje a failli être détruit. Des pressions ont été exercées pour que le site perde sa protection patrimoniale afin de permettre la reprise de la recherche de diamants dans le cadre de petites exploitations autonomes. La communauté locale a reconnu la valeur patrimoniale du site et a appuyé les efforts du Conseil des Monuments nationaux et du McGregor Museum afin de le préserver le site. Un musée de plein air a alors été aménagé et un nouveau Barkly West Museum a vu le jour au même moment.
En 2015, un nouveau projet minier menace le site.

## Les recherches archéologiques et géologiques dans les années 1990
Des fouilles archéologiques ont été réalisées à la fin des années 1990 par Peter Beaumont du McGregor Museum. John McNabb de l’Université de Southampton a travaillé avec Beaumont à l’analyse technologique des industries acheuléennes,,,. De nouvelles fouilles ont été entreprises par des archéologues de l’Université du Witwatersrand (notamment pour réaliser des datations par isotopes cosmogéniques).
L’interprétation archéologique du site implique la compréhension des processus de formation du dépôt en relation avec les collines environnantes et la rivière Vaal dont le cours a varié au cours du temps,,,.
En 2007, une séquence de 9 m de puissance a été explorée à travers les niveaux de sables de Hutton et les formations alluviales sous-jacentes afin de réaliser des datations et d’analyser en détail l’évolution des industries lithiques. La partie supérieure des graviers alluviaux a livré des niveaux acheuléens à nucléus de Victoria West (du nom d’une ville dans le Karoo où ce type de nucléus a été identifié pour la première fois). La partie inférieure de la séquence contient des industries acheuléennes plus simples et plus anciennes.
Des occupations du Later Stone Age, documentées au sommet de la séquence ou en surface, ont été étudiées dans le cadre de fouilles conduites par des archéologues de l’Université du Witwatersrand et de Toronto.

## Le crâne de Canteen Kopje
Le crâne de Canteen Kopje a été découvert en 1925 et a été décrit dans Nature par Robert Broom en 1929,. Il a fait l’objet d’une réévaluation récente qui a montré qu'il entrait dans la variabilité des populations Khoïsan de l'Holocène.